# Rösjö
Rösjö är en sjö i Marks kommun i Västergötland och ingår i Viskans huvudavrinningsområde.